# Державне агентство України з питань кіно
Державне агентство України з питань кіно (також — Держкіно) — центральний орган виконавчої влади, діяльність якого спрямовується і координується Кабінетом Міністрів України. Держкіно входить до системи органів виконавчої влади, забезпечує формування та реалізує державну політику  у сфері кінематографії.

## Історія

### Передісторія державних установ в галузі кіно в Україні
Першим спеціальним органом, відповідальним за розвиток кіногалузі в Україні, була очолювана Л.Старицькою-Черняхівською кінематографічна секція Головного управління у справах мистецтв і національної культури УНР (пізніше — Української держави), створена в січні 1918 року. За підтримки кіносекції, в серпні 1918 року в Києві, у формі акціонерного товариства, утворено організацію «Українфільм», яка проіснувала до 16 серпня 1919 року, коли була ліквідована внаслідок реквізиції за рішенням Народного комісаріату освіти УРСР.
У січні 1919 року Наркомосом УРСР утворено Всеукраїнський фотокінокомітет, який не мав реальної монополії на управління кіногалуззю. Між 1919 та 1922 роками в Україні паралельно до кінокомітету діяли кіносекції Наркомвоєну, Всеукрревкому, військових частин, губернських відділів народної освіти тощо.
13 березня 1922 р. на базі кінокомітету створено ВУФКУ — Всеукраїнське фотокіноуправління — державну монополію, яка об'єднала всю кіногалузь, включаючи кіновиробництво, кінопрокат, кіноосвіту України та Криму в період з 1922 по 1930 рік.
13 лютого 1930 року на виконання постанови Раднаркому СРСР про централізацію кіновиробництва, ВУФКУ було виведено зі структури Наркомосу УРСР і підпорядковано Всесоюзному кінофотооб'єднанню «Союзкіно» в структурі Вищої ради народного господарства СРСР під назвою Державний український трест кінопромисловості «Українфільм».
У період з 1930 по 1945 рік українська кіногалузь підпорядковувалась напряму загальносоюзним органам влади в Москві (з 1933 — Головному управління кінофотопромисловості при РНК СРСР, з 1936 — Комітету в справах мистецтв при РНК СРСР). В 1935 році всі кінотеатри, що перебували в структурі «Українфільму» передано на місцевий рівень — облкінофототрестам. Таким чином кінопрокат було вилучено з системи кіновиробництва, чим ліквідовано започаткований ще в 1922 році принцип монополії в кіногалузі.
Постановою РНК УРСР від 16.04.1938 державний трест «Українфільм» ліквідовано, а підлеглі йому кіностудії та інші підприємства передано під управління новоутвореного Комітету в справах кінематографії при РНК СРСР.
В 1945 році з утворенням Управління в справах кінематографії при РНК УРСР (з 1946 — Комітет по кінематографії при Раді Міністрів УРСР, в 1947—1953 — Міністерство кінематографії УРСР, з 1960 — Головне управління по виробництву кінофільмів Міністерства культури УРСР, з 1963 — Комітет по кінематографії в структурі Міністерства культури УРСР), керівництво кіногалуззю повернуто з загальносоюзного на місцевий український рівень. В 1973 році Комітет по кінематографії перетворено на Державний комітет Ради Міністрів УРСР по кінематографії чисельністю 163 особи з подвійним підпорядкуванням уряду УРСР та Всесоюзному комітету з кінематографії.
Постановою Ради Міністрів УРСР від 5 серпня 1988 «Про схему управління галуззю культури» Державний комітет по кінематографії ліквідовано, його функції покладено на Головне управління кіномистецтва і відеокультури та Головне управління кіновідеопрокату Міністерства культури.
За відсутності спеціального органу влади, відповідального за розвиток кінематографа, Юрій Іллєнко в серпні 1991 засновує Державний фонд української кінематографії, що проіснував до 13 травня 1993 року.

### Відновлення Держкіно
Діяльність Держкіно як спеціалізованого органу влади в галузі кінематографа відновлено в 2005 році Постановою Кабінету Міністрів України від 22 листопада 2005 №1111 «Про утворення Державної служби кінематографії», першою очільницею котрої стала Ганна Чміль.
28 березня 2011 року в результаті адмінреформи Державну службу кінематографії ліквідовано, натомість створено Державне агентство України з питань кіно як центральний орган виконавчої влади, який реалізує державну політику в сфері кінематографії. З серпня 2014 до серпня 2019 року головою агентства був Пилип Іллєнко.
З часу створення Держкіно, було суттєво збільшено фінансування кіновиробництва державою. Так, у 2010 році фінансування українського кіно становило 24 млн грн, а у 2011 році — вже 111 млн грн. У 2012 році державне фінансування кіноіндустрії склало 176 млн грн.
У 2011 році в Держкіно пройшов перший пітчинг за новими правилами, коли держфінансування розподілялося після презентації проєктів перед експертами і відповідно до їх оцінок. Спочатку Держкіно профінансувало 10 короткометражних стрічок, а згодом почало нарощувати темпи і проводити по пітчингу щороку. Фінансування за новою схемою отримували і молоді кінематографісти, і імениті.

## Номінації
Рейтинги, опубліковані Держкіно згідно з останніми поправками в 2015 році:
- ДА (Дитяча аудиторія): Фільми для дітей. Вони не містять насильства та нецензури.
- ЗА (Загальна аудиторія): Підходить для всіх.
- 12: Підходить для дітей віком від 12 років; особи віком до 12 років можуть переглядати у супроводі дорослого.
- 16: Не дозволяється для перегляду особам, які не досягли 16-річного віку.
- 18+: Не дозволяється для перегляду особам до 18 років. Крім того, фільми номінації «18» можуть показуватись у кінотеатрах лише після 18:00, а по телебаченню — лише після 22:00.
- Відмовлено: Відмовлено у класифікації Держкіно. Вміст не можна показувати, рекламувати або розповсюджувати де-небудь в Україні.

Фільми можуть бути відхилені, якщо вони пропагують війну, насильство, жорстокість, спрямовані на ліквідацію незалежності України.

## Заборона російських і радянських фільмів
У 2014 та 2022 роках, після початку російсько-української війни, Держкіно почало забороняти до показу в Україні російські та радянські стрічки, що прославляють силові структури Росії.

## Скандали
В серпні 2022 року під час війни Росії проти України Держкіно під  керівництвом Марини Кудерчук видало наказ про реорганізацію Довженко-Центру.
Згідно з наказом Держкіно, всі фільми з колекції та майно Довженко-Центру мають бути передані Державній установі «Науковий центр кінематографії України», основним видом діяльності якої за даними ЄДРПОУ є «вища освіта». Зі структури Центру має бути виокремлено Державне підприємство «Українська анімаційна студія», до якої будуть передані авторські права на українську анімацію, що зараз належать Центру. Співробітників Центру має бути повідомлено про можливе звільнення. В своєму інтерв'ю від 18 серпня Марина Кудерчук не змогла адекватно обґрунтувати рішення про реорганізацію. На питання ведучого про релевантність створення двох нових інституцій під час війни, Кудерчук сказала, що вони існують з 2011 року. Ведучий нагадав, що за її ж словами ці організації не діяли з 2011, на що Марина Кудерчук відповіла просто: «ну не діяли, зараз будуть діять».
Рішення Держкіно зазіхнути та  поставити під загрозу й культурну спадщину України в момент, коли солдати ЗСУ воюють з російськими загарбниками викликало шалений спротив громадянського суспільства та кіноспільноти.
Суспільство зреагувало в форматі петицій, великої кількості публічних заявлень та обговорень. Профільний Комітет парламенту заявив свою позицію, що їм також не було відомо про це рішення, і рекомендував реорганізацію не проводити.  А Міжнародна федерація кіноархівів (FIAF), членом якої Довженко-Центр є з 2006 року, заявила, що Україна втратить членство у Федерації у випадку проведення «реорганізації». FIAF вже звернулася до Президента Зеленського щодо важливості збереження колекції і діяльності Довженко-Центру.
Влітку 2023 року проєкт «Схеми» опублікував розслідування, в якому йшлося, що Держкіно видало 35 прокатних посвідчень компанії «ветерана російської кіноіндустрії» Міхаеля Шліхта. У відповідь Держкіно звинуватило «Схеми» у «спотворенні» інформації про видачу прокатних посвідчень компанії російського продюсера.

## Керівники Держкіно

### Кінематографічна секція
- 1918 — Людмила Старицька-Черняхівська

### Всеукраїнський кінокомітет
- 1919 — О. Аркатов

### Всеукраїнське фотокіноуправління
- 1922—1923 — В. Прокоф'єв
- 1924—1927 — Захар Хелмно
- 1927—1928 — Олександр Шуб
- 1928—1930 — Іван Воробйов
- 1930 — Петро Косячний
- 1930 — Іван Косило

### Управління кінофікації (у справах кінематографії) при РНК УРСР
- .04.1938 — 1944 — Сергій Карасьов
- 1944 — 26.03.1946 — Олексій Воскобійник

### Міністерство кінематографії Української РСР
- 26.03.1946 — 18.01.1947 — Олексій Воскобійник
- 18.01.1947 — 11.01.1951 — Олександр Кузнєцов
- 11.01.1951 — .04.1953 —   Іван Мазепа

### Головне управління з виробництва кінофільмів (Міністерство культури УРСР)
- .04.1953 — 195.5 — Михайло Богомазов

### Комітет по кінематографіїУРСР
- 18.09.1963 — .08.1972 — Святослав Іванов

### Державний комітет по кінематографіїУРСР
- 1.09.1972 — 10.12.1979 — Василь Большак
- 10.12.1979 — 13.09.1983 — Юрій Олененко
- 13.09.1983 — 5.08.1988 — Володимир Стадниченко

### Державний фонд української кінематографії
- 1991—1992 — Юрій Іллєнко

### Державна служба кінематографії
- 2006—2010 — Ганна Чміль
- 2010—2011 — Лідія Клименко (в. о.)

### Державне агентство України з питань кіно
- 2011—2014 — Катерина Копилова
- 2014—2019 — Пилип Іллєнко[21]
- 2019—2020 — Юлія Шевчук (в. о.)[22]
- 2020 — 5 липня 2024 — Марина Кудерчук[23][24][25]
- з 5 липня 2024 р. по 15 квітня 2025 р. — Юлія Шевчук (в. о.)[26][27].
- з 16 квітня 2025 р.по 29 травня 2025 року — Максим Александров (в. о.)[28].
- з 30 травня 2025 року Осіпов Андрій Олексійович[29]